# Кубок России по футболу среди женщин 2025
Кубок России по футболу среди женщин 2025 — 33-й розыгрыш Кубка - футбольного турнира, который проводится по системе с выбыванием.

## Отборочный тур (1/16 финала)
| № | Дата       | Хозяева                   | Счёт | Гости                              |
| - | ---------- | ------------------------- | ---- | ---------------------------------- |
| 1 | 07.06.2025 | ОСШ (Челябинская область) | 1:3  | Урал (Екатеринбург)                |
| 2 | 14.06.2025 | Пари НН (Нижний Новгород) | 0:2  | Мастер-Сатурн (Московская область) |
| 3 | 15.06.2025 | Академия футбола (Тамбов) | 4:3  | Дончанка (Ростовская область)      |

## 1/8 финала
| №  | Дата       | Хозяева                            | Счёт           | Гости                   |
| -- | ---------- | ---------------------------------- | -------------- | ----------------------- |
| 4  | 05.07.2025 | Мастер-Сатурн (Московская область) | 0:3            | Зенит (Санкт-Петербург) |
| 5  | 05.07.2025 | Рязань-ВДВ (Рязань)                | 1:0            | Звезда-2005 (Пермь)     |
| 6  | 06.07.2025 | Енисей (Красноярск)                | 1:1 (пен. 2:4) | Ростов (Ростов-на-Дону) |
| 7  | 06.07.2025 | Урал (Екатеринбург)                | 0:8            | ЦСКА (Москва)           |
| 8  | 06.07.2025 | Крылья Советов (Самара)            | 2:0            | Динамо (Москва)         |
| 9  | 06.07.2025 | Рубин (Казань)                     | 1:5            | Спартак (Москва)        |
| 10 | 07.07.2025 | Чертаново (Москва)                 | 0:2            | Краснодар               |
| 11 | 12.07.2025 | Академия футбола (Тамбов)          | 0:12           | Локомотив (Москва)      |

1. ↑  матч прошел в Москве на Сапсан Арене - домашнем стадионе Локомотива

## 1/4 финала
| №  | Дата       | Хозяева                 | Счёт | Гости                   |
| -- | ---------- | ----------------------- | ---- | ----------------------- |
| 12 | 01.08.2025 | Краснодар               | 0:4  | ЦСКА (Москва)           |
| 13 | 01.08.2025 | Локомотив (Москва)      | 3:1  | Рязань-ВДВ (Рязань)     |
| 14 | 02.08.2025 | Спартак (Москва)        | 1:0  | Крылья Советов (Самара) |
| 15 | 02.08.2025 | Ростов (Ростов-на-Дону) | 0:2  | Зенит (Санкт-Петербург) |

## 1/2 финала
Первые матчи пройдут 29 августа, ответные — 13 сентября 2025 года
| №  | № | Хозяева            | Счёт | Гости                   | 1 матч | 2 матч |
| -- | - | ------------------ | ---- | ----------------------- | ------ | ------ |
| 16 |   | Локомотив (Москва) | -:-  | Зенит (Санкт-Петербург) | -:-    | -:-    |
| 17 |   | Спартак (Москва)   | -:-  | ЦСКА (Москва)           | -:-    | -:-    |

## Бомбардиры турнира
без учёта мячей забитых в сериях послематчевых пенальти
| Игрок               | Клуб                                 | 1/16     | 1/8 | 1/4 | 1/2 | Финал | Итого    |
| ------------------- | ------------------------------------ | -------- | --- | --- | --- | ----- | -------- |
| Полина Юкляева      | «Локомотив» (Москва)                 | —        | 4   | 2   | —   | —     | 6        |
| Дарья Яковлева      | ЦСКА (Москва)                        | —        | 4   | 1   | —   | —     | 5        |
| Лина Якупова        | «Спартак» (Москва)                   | —        | 2   | 1   | —   | —     | 3        |
| Милена Николич      | ЦСКА (Москва)                        | —        | —   | 2   | —   | —     | 2        |
| Алсу Абдуллина      | «Локомотив» (Москва)                 | —        | 1   | 1   | —   | —     | 2        |
| Елена Голик         | «Зенит» (Санкт-Петербург)            | —        | 2   | —   | —   | —     | 2        |
| Елена Чубрило       | «Локомотив» (Москва)                 | —        | 2   | —   | —   | —     | 2        |
| Наталия Симакина    | «Академия футбола» (Тамбов)          | 2        | —   | —   | —   | —     | 2        |
| Александра Юревич   | «Дончанка» (Ростовская область)      | 2        | —   | —   | —   | —     | 2        |
| Вероника Анисина    | «Рязань-ВДВ» (Рязань)                | —        | —   | 1   | —   | —     | 1        |
| Габриэла Гживиньска | «Зенит» (Санкт-Петербург)            | —        | —   | 1   | —   | —     | 1        |
| Маргарита Мануйлова | ЦСКА (Москва)                        | —        | —   | 1   | —   | —     | 1        |
| Анастасия Поздеева  | «Зенит» (Санкт-Петербург)            | —        | —   | 1   | —   | —     | 1        |
| Анастасия Абраменко | «Рубин» (Казань)                     | —        | 1   | —   | —   | —     | 1        |
| Валерия Бизенкова   | «Локомотив» (Москва)                 | —        | 1   | —   | —   | —     | 1        |
| Милена Болдырева    | «Краснодар»                          | —        | 1   | —   | —   | —     | 1        |
| София Булгакова     | «Енисей» (Красноярск)                | —        | 1   | —   | —   | —     | 1        |
| Мария Вукович       | «Крылья Советов» (Самара)            | —        | 1   | —   | —   | —     | 1        |
| Виктория Дубова     | «Рязань-ВДВ» (Рязань)                | —        | 1   | —   | —   | —     | 1        |
| Вероника Ермакова   | ЦСКА (Москва)                        | —        | 1   | —   | —   | —     | 1        |
| Медея Жаркова       | «Зенит» (Санкт-Петербург)            | —        | 1   | —   | —   | —     | 1        |
| Даяна Кишмахова     | ЦСКА (Москва)                        | —        | 1   | —   | —   | —     | 1        |
| Анна Козюпа         | «Локомотив» (Москва)                 | —        | 1   | —   | —   | —     | 1        |
| Нелли Коровкина     | «Локомотив» (Москва)                 | —        | 1   | —   | —   | —     | 1        |
| Анастасия Линник    | «Локомотив» (Москва)                 | —        | 1   | —   | —   | —     | 1        |
| Наталья Морозова    | «Спартак» (Москва)                   | —        | 1   | —   | —   | —     | 1        |
| Полина Органова     | «Краснодар»                          | —        | 1   | —   | —   | —     | 1        |
| Виталина Родионенко | «Ростов» (Ростов-на-Дону)            | —        | 1   | —   | —   | —     | 1        |
| Тияна Филипович     | «Спартак» (Москва)                   | —        | 1   | —   | —   | —     | 1        |
| Мина Чавич          | ЦСКА (Москва)                        | —        | 1   | —   | —   | —     | 1        |
| Кристина Черкасова  | «Спартак» (Москва)                   | —        | 1   | —   | —   | —     | 1        |
| Анастасия Шведова   | «Крылья Советов» (Самара)            | —        | 1   | —   | —   | —     | 1        |
| Яна Шеина           | «Локомотив» (Москва)                 | —        | 1   | —   | —   | —     | 1        |
| София Шишкина       | ЦСКА (Москва)                        | —        | 1   | —   | —   | —     | 1        |
| Сабина Казиева      | «Академия футбола» (Тамбов)          | 1        | —   | —   | —   | —     | 1        |
| Кристина Кирлашева  | «Академия футбола» (Тамбов)          | 1        | —   | —   | —   | —     | 1        |
| Виктория Ланг       | ОСШ (Челябинская область)            | 1        | —   | —   | —   | —     | 1        |
| Евгения Павлова     | «Мастер-Сатурн» (Московская область) | 1        | —   | —   | —   | —     | 1        |
| Татьяна Пляц        | «Урал» (Екатеринбург)                | 1        | —   | —   | —   | —     | 1        |
| Мария Прошина       | «Урал» (Екатеринбург)                | 1        | —   | —   | —   | —     | 1        |
| Олеся Савчук        | «Дончанка» (Ростовская область)      | 1        | —   | —   | —   | —     | 1        |
| Мария Шубина        | «Урал» (Екатеринбург)                | 1        | —   | —   | —   | —     | 1        |
| Дарина Муфтеева     | «Пари НН» (Нижний Новгород)          | 1 (авт.) | —   | —   | —   | —     | 1 (авт.) |